# 梶龍雄
梶 龍雄（かじ たつお、1928年11月21日 - 1990年8月1日）は、日本の推理作家、小説家、翻訳家。本名は、可児 秀夫。

## 略歴
1928年岐阜県生まれ。慶應義塾大学文学部英文科卒業後、小学館に勤める。1952年に雑誌『宝石』に「白い路」を発表し作家活動のスタートを切る。1959年小学館退社後、児童小説や後に多数執筆する推理小説の翻訳などに参加し、このころからミステリー・推理小説などに関わりをもった。
1977年、真相究明によるサスペンスをとりいれながらも主人公の恋をドラマチックに描いた推理小説「透明な季節」で第23回江戸川乱歩賞を受賞。自作小説で賞を勝ち取ったのはこれが最初である。
その後の活動としては、『透明な季節』と同じ部類に入る旧制高校を舞台にした本格派推理小説をシリーズとして多数を執筆したほか、トラベル・ミステリーのような推理小説なども執筆した。児童向け雑誌では「緑川良」の名義でも活動した。
1990年に食道癌のため死去。享年61。

## 著作
- 『SFクイズ 名探偵宇宙に挑戦』（立風書房、ジャガーバックス） 1974.4
- 『歴史探偵クイズ 江戸の怪盗御用だ!』（立風書房、ジャガーバックス） 1975.1
- 『透明な季節』（講談社） 1977.9、のち講談社文庫 1980.9
  - 『透明な季節 / 時をきざむ潮』（講談社文庫、江戸川乱歩賞全集11） 2001.9 - 藤本泉「時をきざむ潮」との合本
- 『影なき魔術師』（朝日ソノラマ、ソノラマ文庫） 1977.12
- 『海を見ないで陸を見よう』（講談社） 1978.5、のち講談社文庫 1984.8
- 『大臣の殺人』（主婦と生活社、21世紀ノベルス） 1978.11
- 『天才は善人を殺す』（講談社） 1978.12
- 『数のふしぎ全（オール）百科』（小学館、コロタン文庫） 1978.12　※緑川良 名義
- 『龍神池の小さな死体』（講談社） 1979.6
  - 『梶龍雄 驚愕ミステリ大発掘コレクション1 龍神池の小さな死体』（徳間文庫、トクマの特選!） 2022.4
- 『ぼくの好色天使たち』（講談社） 1979.11、のち講談社文庫 1985.10
- 『殺人者にダイアルを』（講談社） 1980.9
- 『殺人リハーサル』（講談社） 1981.5
- 『推理クイズ全(オール)百科』（小学館、コロタン文庫） 1982.3　※緑川良 名義
- 『連続殺人枯木灘』（徳間書店、トクマ・ノベルズ） 1982.8、のち徳間文庫 1986.6
- 『リア王密室に死す』（講談社、講談社ノベルス） 1982.10、のち徳間文庫 1990.4
  - 『梶龍雄 青春迷路ミステリコレクション1 リア王密室に死す』【新装版】（徳間文庫、トクマの特選!） 2022.9
- 『若きウェルテルの怪死』（講談社、講談社ノベルス） 1983.7、のち徳間文庫 1991.1
  - 『梶龍雄 青春迷路ミステリコレクション2 若きウェルテルの怪死』【新装版】（徳間文庫、トクマの特選!） 2023.4
- 『灰色の季節』（光風社出版） 1983.7
- 『殺人者は長く眠る』（中央公論社、C★NOVELS） 1983.11、のち改題『草軽電鉄殺人事件』（廣済堂出版、廣済堂文庫） 1989.12
- 『金沢逢魔殺人事件』（講談社、講談社ノベルス） 1984.1
- 『幻狼殺人事件』（徳間書店、トクマ・ノベルズ） 1984.1、のち徳間文庫 1987.2
- 『殺人魔術』（光風社出版、光風社ノベルス） 1984.5
- 『奥鬼怒密室村の惨劇』（講談社、講談社ノベルス） 1984.9
- 『蝶々、死体にとまれ』（中央公論社、C★NOVELS） 1984.10、のち改題『幻の蝶殺人事件』（廣済堂出版、廣済堂文庫） 1990.6
- 『名探偵クイズ全(オール)百科』（小学館、コロタン文庫） 1984.10　※緑川良 名義
- 『殺人への勧誘』（光風社出版、光風社ノベルス） 1984.11、のち改題『浅間山麓殺人推理』（徳間書店、徳間文庫） 1988.9
- 『淡雪の木曽路殺人事件』（中央公論社、C★NOVELS） 1985.3、のち改題『淡雪の木曽路殺人行』（廣済堂出版、廣済堂文庫） 1991.1
- 『青春迷路殺人事件』（講談社、講談社ノベルス） 1985.9、のち改題『我が青春に殺意あり』（徳間書店、徳間文庫） 1989.8
- 『毛皮コートの死体 - ストリッパー探偵物語』（中央公論社、中公文庫） 1985.11
- 『女たちの復讐』（徳間書店、トクマ・ノベルズ） 1986.2
- 『赤い靴少女殺人事件』（勁文社、ケイブンシャノベルス） 1986.4
- 『紅い蛾は死の予告』（中央公論社、C★NOVELS） 1986.4
- 『女はベッドで推理する』（サンケイ出版、サンケイノベルス） 1986.7
- 『奥秩父狐火殺人事件』（講談社、講談社ノベルス） 1986.8
- 『浅草殺人ラプソディ』（サンケイ出版、サンケイノベルス） 1986.10
- 『本郷菊坂狙撃殺人』（光風社出版、光風社ノベルス） 1987.1
- 『野天風呂殺人事件』（桃園書房、桃園新書） 1987.4
- 『銀座連続殺人手帖』（中央公論社、C★NOVELS） 1987.5
- 『男と女の探偵小説』（光風社出版、光風社ノベルス） 1987.7
- 『裏六甲異人館の惨劇』（講談社、講談社ノベルス） 1987.9
- 『真夏の夜の黄金殺人』（徳間書店、トクマ・ノベルズ） 1988.1
- 『鎌倉XYZの悲劇』（講談社、講談社ノベルス） 1988.7
- 『女名刺殺人事件』（桃園書房、桃園新書） 1988年7
- 『清里高原殺人別荘』（立風書房、立風ノベルス） 1988.11
  - 『梶龍雄 驚愕ミステリ大発掘コレクション2 清里高原殺人別荘』（徳間文庫、トクマの特選!） 2023.2
- 『殺人者は道化師』（廣済堂出版、廣済堂ブルーブックス　 1989.1
- 『浮気妻は名探偵』（桃園書房、桃園新書） 1989.2
- 『葉山宝石館の惨劇』（大陸書房、大陸ノベルス） 1989.3
  - 『梶龍雄 驚愕ミステリ大発掘コレクション3 葉山宝石館の惨劇』（徳間文庫、トクマの特選!） 2023.8
- 『奥信濃鬼女伝説殺人事件』（講談社、講談社ノベルス） 1989.7
- 『殺しのメッセージ』（桃園書房、桃園新書） 1989.10
- 『殺人回廊』（大陸書房、大陸ノベルス） 1990.6